# Дъбован
Дъбова̀н е село в Северна България. То се намира в община Гулянци, област Плевен.

## География
Селото е разположено в района на километър 620-и на река Дунав и на 12 километра северозападно от град Гулянци. Географско положение: 43° 43' Северна ширина, 24° 37' Източна дължина. Надморска височина: 29 m. Пощенски код: 5973. Телефонен код: 06568. Население 531 жители по данни от 2014 г.

## История
В картата на Феликс Каниц от 1870 – 1874 г. селото е посочено с името Черчилан (Čerčilan). 

## Икономика
Основните отрасли на икономиката в селото са животновъдството отглеждането на зърнени култури и захарно цвекло.